# Hendrix College
Das Hendrix College ist ein privates Liberal-Arts-College in Conway im US-Bundesstaat Arkansas. Es wurde 1876 von der Methodist Episcopal Church, South, der heutigen United Methodist Church gegründet und ist nach deren Bischof Eugene R. Hendrix benannt. Studenten können in einem vierjährigen Studium den akademischen Grad eines Bachelor of Arts oder Bachelor of Science erhalten.

## Geschichte
Das heutige Hendrix College wurde 1876 als Central Institute von Isham L. Burrow, einem Geistlichen der Methodist Episcopal Church South gegründet. Die Grundschule (primary school) nahm ihren Lehrbetrieb mit 20 Schülern in Altus, Arkansas auf. 1881 wurde die Schule in Central Collegiate Institute umbenannt und um eine Sekundarschule und ein College erweitert. Vier Jahre später erweiterte man das Curriculum um den ersten vierjährigen College-Studiengang. Die Umbenennung in Hendrix College erfolgte 1889, zugleich wurde die Grundschulabteilung geschlossen und die Hochschule zog nach Conway um. Seit Gründung eine reine Männerhochschule, erfolgte 1909 die zulassung von Frauen, wobei auf eine strenge Trennung der Geschlechter geachtet wurde.
Die Schließung der Sekundarschule erfolgte 1925 und 1929 wurde die Hochschule mit dem Henderson-Brown College aus Arkadelphia zum Hendrix-Henderson College vereinigt. Da er neue Name Trinity College von den Studenten nicht angenommen wurde, erfolgte 1931 die Rückumbenennung in Hendrix College. 1933 wurde die Hochschule mit dem Galloway Woman's College fusioniert. Nach dem Zweiten Weltkrieg expandierte die Hochschule bis in die 1970er Jahre, bevor sich die Studentenzahl bei etwa 1.000 stabilisierte.

## Studium
An der Hochschule können 33 Hauptfächer und 32 Nebenfächer studiert werden die zu einem Bachelor führen. Zudem kann ein Master of Arts in Buchführung (Accounting) erreicht werden. Die jährliche Studiengebühr beträgt ca. 60.000 US-Dollar. Die Hochschule ist Mitglied der North Central Association of Colleges and Secondary Schools, University Senate of the United Methodist Church, National Association of Schools of Music, National Council for Accreditation of Teacher Education und der  American Chemical Society.

## Zahlen zu den Studierenden und den Dozenten
Im Herbst 2021 waren 1.120 Studierende am Hendrix College eingeschrieben. Davon strebten 1.111 (99,2 %) ihren ersten Studienabschluss an, sie waren also undergraduates. Von diesen waren 51 % weiblich und 49 % männlich; 4 % bezeichneten sich als asiatisch, 7 % als schwarz/afroamerikanisch, 9 % als Hispanic/Latino und 69 % als weiß. 9 (0,8 %) arbeiteten auf einen weiteren Abschluss hin, sie waren graduates. Es lehrten 115 Dozenten an der Universität, davon 91 in Vollzeit und 24 in Teilzeit. 2019 waren es ebenfalls 1.120 Studierende gewesen.

## Bekannte Absolventen
- Joe Bishop  (1907–1976), Komponist
- Sarah Caldwell (1924–2006), Opern-Dirigentin und Opernleiterin
- William Lee Cazort (1887–1969), ehemaliger Vizegouverneur von Arkansas
- Jay Dickey (1939–2017), Politiker
- Benjamin Travis Laney (1896–1977), von 1945 bis 1949 Gouverneur von Arkansas
- Wilbur Daigh Mills (1909–1992), Politiker
- Steven Ozment (1939–2019), Historiker, von 1990 bis 2015 an der Harvard University
- Mary Steenburgen (* 1953), Schauspielerin
- Hayes Carll (* 1976), texanischer Country-Sänger und Singer-Songwriter